# Traumatismes (film, 1991)
Pour plus de détails, voir Fiche technique et Distribution.
Traumatismes est un film américain réalisé par Mike Figgis et produit par la Metro-Goldwyn-Mayer, sorti en 1991. Il s'agit du dernier film dans lequel apparaît Kim Novak.

## Sypnosis
Nick, professeur d'architecture et célibataire, se rend à la ville où sa mère, qu'il n'a jamais connue, est sur le point de mourir. Face à son hôtel se trouve un vieux magasin, fermé depuis une trentaine d'années et sur le point d'être démoli. Des rêves et des hallucinations l’amènent à penser que c'est un lieu où s'est déroulé un drame. 
Dans la rue il rencontre Paul, ancien ami de collège, qui l'invite à son domicile, où il tombe instantanément amoureux de Jane, la femme de Paul. Explorant l'ancien magasin, Nick et Jane se sentent de plus en plus attirés l'un vers l'autre ; ils se prodiguent des caresses intimes mais sans atteindre une consommation totale. 
En fait, ils sont les enfants d'un même père, un employé du magasin qui a été abattu par sa femme, la mère de Nick, lorsqu'il faisait l'amour à la mère de Jane.

## Distribution
- Kevin Anderson (en) (VF : Emmanuel Jacomy) : Nick Kaminsky
- Pamela Gidley : Jane Kessler
- Bill Pullman (VF : Vincent Violette) : Paul Kessler
- Kim Novak : Lillian Anderssen Munnsen
- Graham Beckel : Shérif Pete Ricker
- Zach Grenier : Barnard Ralston IV
- Thomas Kopache : Docteur Parker
- Catherine Hicks : Mary Parker
- Taina Elg : Mme Ralston mère
- Max Perlich